# Freya Davies
Freya Ruth Davies (* 27. Oktober 1995 in Chichester, Vereinigtes Königreich) ist eine englische Cricketspielerin, die seit 2019 für die englische Nationalmannschaft spielt.

## Kindheit und Ausbildung
Ihr Vater und Bruder spielten im lokalen Cricket-Club und so kam auch sie zum Sport. Mit 11 Jahren spielte sie in der Jugend und bereits mit 14 Jahren spielte sie für die Seniorenmannschaft von Sussex. Sie bekam dann eine Sport-Stipendium am Brighton College und spielte dort unter anderem für die Jungenmannschaften.

## Aktive Karriere
Nachdem sie im Februar 2019 einen zentralen Vertrag mit dem englischen Verband erhalten hatte, gab sie ihr Debüt in der Nationalmannschaft  bei der Tour in Sri Lanka im März 2019, wobei sie in ihrem ersten WTwenty20 2 Wickets für 28 Runs erzielte. Ihr Debüt im WODI-Cricket absolvierte sie im Dezember 2019 bei der Tour gegen Pakistan in Malaysia. Nachdem sie die Nominierung für den ICC Women’s T20 World Cup 2020 konnte sie bei der Tour in Neuseeland im März 2021 im zweiten WTWenty20 4 Wickets für 23 Runs erzielen, wofür sie als Spielerin des Spiels ausgezeichnet wurde. Im Februar 2022 wurde sie für den Women’s Cricket World Cup 2022 nominiert.